# Гауптман (звання)
Га́уптман, або га́вптман, (нім. Hauptmann) — військове звання молодшого офіцерського складу в Збройних силах Німеччини (Імперська армія Німеччини, Рейхсвер, Вермахт, Бундесвер), Австрії, Швейцарії, Ватикану, а також в армії Австро-Угорщини.
Звання гауптмана розташовується за старшинством між військовими званнями обер-лейтенанта та майора.
За часів Третього Рейху у Ваффен-СС відповідало званню СС-гауптштурмфюрер.
| Сухопутні війська | Люфтваффе                  |
| --- | -------------------------- |
| - Гауптман i.G. (служби Генерального штабу) - Гауптман (моторизована піхота) - Гауптман d.R. (моторизована піхота у відставці) | - Гауптман (польова форма) |